# Air Arabia
Air Arabia (العربية للطيران) er et lavprisflyselskab med hovedkvarter i Sharjah International Airport i Sharjah i De forenede arabiske emirater. Flyselskabet er det første og største lavprisselskab i Mellemøsten. Air Arabia flyver ruteflyvninger til 46 destinationer i Mellemøsten, Nordafrika, på det indiske subkontinent, i det centrale Asien og Europa. Selskabet har 22 ruter fra Sharjah, 11 destinationer fra Casablanca and fem fra Alexandria.
Air Arabia har datterselskaberne Air Arabia Egypt og Air Arabia Maroc. Indtil juli 2008 indgik Air Arabia også i et joint venture med Yeti Airlines om lavprisselskabet Fly Yeti.